# 60e Match des étoiles de la Ligue nationale de hockey
Match précédent Match suivant
Le soixantième Match des étoiles de la Ligue nationale de hockey se déroule le 25 janvier 2015. Le match était initialement prévu le 27 janvier 2013 à Columbus, en Ohio. 
Cependant, en raison d'un lock-out, la saison 2012-2013 de la Ligue nationale de hockey ne débute pas à la date prévue et le 23 novembre le match des étoiles est annulé . De plus, en raison des Jeux olympiques d'hiver de 2014, il n'est pas prévu de match pour la saison 2013-2014 de la LNH.

## Mode de repêchage
La formule 2015 du Match des étoiles a été calquée sur celle de 2012. Au lieu d'être disputé entre deux équipes de chacune des conférences ou de certaines nationalités (comme ce fut le cas pendant de nombreuses années), la composition des deux équipes d'étoiles est établie par un repêchage alterné où les joueurs sont choisis par les deux capitaines Jonathan Toews et Nick Foligno et leurs assistants-capitaines (Ryan Getzlaf et Rick Nash dans l'équipe de Toews et Drew Doughty et Patrick Kane dans l'équipe de Foligno). Les partisans pouvaient toujours élire des joueurs partants pour le Match des étoiles entre autres par internet. L'équipe de Foligno est désigné par tirage au sort comme étant l'équipe à domicile.

### Équipe Toews
- Entraîneur : Peter Laviolette, Predators de Nashville
- Capitaine : Jonathan Toews, Blackhawks de Chicago
- Adjoints : Ryan Getzlaf, Ducks d'Anaheim et Rick Nash, Rangers de New York.

- G : Corey Crawford, Blackhawks de Chicago
- G : Roberto Luongo, Panthers de la Floride
- G : Jaroslav Halák, Islanders de New York

- D : Shea Weber, Predators de Nashville
- D : Brent Seabrook, Blackhawks de Chicago
- D : Aaron Ekblad, Panthers de la Floride
- D : Ryan Suter, Wild du Minnesota
- D : Mark Giordano, Flames de Calgary
- D : Justin Faulk, Hurricanes de la Caroline

- C : Tyler Seguin[3], Stars de Dallas
- C : John Tavares, Islanders de New York
- C : Patrice Bergeron, Bruins de Boston
- C : Patrik Eliáš, Devils du New Jersey
- C : Filip Forsberg, Predators de Nashville

- AD : Jakub Voráček, Flyers de Philadelphie
- AD : Vladimir Tarassenko, Blues de Saint-Louis

- AG : Johnny Gaudreau, Flames de Calgary

#### Recrues de l'Équipe Toews
- : Mike Hoffman, Sénateurs d'Ottawa

### Équipe Foligno
- Entraîneur : Darryl Sutter, Kings de Los Angeles
- Capitaine : Nick Foligno, Blue Jackets de Columbus
- Adjoints : Drew Doughty, Kings de Los Angeles et Patrick Kane, Blackhawks de Chicago.

- G : Carey Price, Canadiens de Montréal
- G : Marc-André Fleury, Penguins de Pittsburgh
- G : Brian Elliott, Blues de Saint-Louis

- D : Duncan Keith, Blackhawks de Chicago
- D : Dustin Byfuglien, Jets de Winnipeg
- D : Brent Burns, Sharks de San José
- D : Kevin Shattenkirk, Blues de Saint-Louis
- D : Oliver Ekman Larsson, Coyotes de l'Arizona

- C : Ryan Johansen, Blue Jackets de Columbus
- C : Anže Kopitar, Kings de Los Angeles
- C : Steven Stamkos, Lightning de Tampa Bay
- C : Claude Giroux, Flyers de Philadelphie
- C : Zemgus Girgensons, Sabres de Buffalo
- C : Ryan Nugent-Hopkins, Oilers d'Edmonton

- AD : Phil Kessel[3], Maple Leafs de Toronto
- AD : Bobby Ryan, Sénateurs d'Ottawa
- AD : Radim Vrbata, Canucks de Vancouver

- AG : Aleksandr Ovetchkine, Capitals de Washington

#### Recrues de l'Équipe Foligno
- C : Jonathan Drouin, Lightning de Tampa Bay
- AG : Jiří Sekáč, Canadiens de Montréal

### Dernier joueur choisi
La ligue nationale de hockey remet aux deux joueurs ayant été les derniers choisi parmi l'ensemble des joueurs disponibles une voiture Honda Accord. Cette année, les clés de la voiture ont été remises à Ryan Nugent-Hopkins et Filip Forsberg.

### Remplacements
| Joueur                  | Équipe                   | Position | Raison                   | Remplaçant          |
| ----------------------- | ------------------------ | -------- | ------------------------ | ------------------- |
| Tanner Pearson (Recrue) | Kings de Los Angeles     | AG       | Jambe cassé              | Jiří Sekáč (Recrue) |
| Jimmy Howard            | Red Wings de Détroit     | G        | Blessure à l'aine        | Marc-André Fleury   |
| Pekka Rinne             | Predators de Nashville   | G        | Entorse du genou         | Jaroslav Halák      |
| Sergei Bobrovsky        | Blue Jackets de Columbus | G        | Blessure à l'aine        | Brian Elliott       |
| Ievgueni Malkine        | Penguins de Pittsburgh   | C        | Blessure au bas du corps | Filip Forsberg      |
| Sidney Crosby           | Penguins de Pittsburgh   | C        | Blessure au bas du corps | Johnny Gaudreau     |
| Erik Johnson            | Avalanche du Colorado    | D        | Blessure au bas du corps | Aaron Ekblad        |
| Tyler Johnson           | Lightning de Tampa Bay   | C        | Blessure au bas du corps | aucun               |

## Concours d'habiletés
- Les vainqueurs sont notés en gras.

### Patineur le plus rapide
| Tour | Équipe Foligno    | Équipe Foligno    | Équipe Toews      | Équipe Toews        |
| Tour | Joueur            | Temps en secondes | Temps en secondes | Joueur              |
| ---- | ----------------- | ----------------- | ----------------- | ------------------- |
| 1    | Phil Kessel       | 13,596            | 13,631            | Tyler Seguin        |
| 2    | Jonathan Drouin   | 13,103            | 13,163            | Mike Hoffman        |
| 3    | Jiří Sekáč        | 13,683            | 14,048            | Aaron Ekblad        |
| 4    | Zemgus Girgensons | 14,101            | 14,386            | Vladimir Tarassenko |

L'équipe Foligno remporte le concours 5-0.

### Concours d’échappées
| Équipe Foligno       | Équipe Foligno | Équipe Toews | Équipe Toews        |
| Joueur               | % de votes     | % de votes   | Joueur              |
| -------------------- | -------------- | ------------ | ------------------- |
| Aleksandr Ovetchkine | 6,4 %          | 12,2 %       | Vladimir Tarassenko |
| Claude Giroux        | 18,6 %         | 6,5 %        | Jakub Voráček       |
| Ryan Johansen        | 44,3 %         | 11,9 %       | Johnny Gaudreau     |

L'équipe Foligno remporte l'épreuve 1-0 ; l'équipe Foligno mène 6-0 après deux épreuves.

### Tirs de précision
| Tour | Équipe Foligno | Équipe Foligno    | Équipe Toews      | Équipe Toews     |
| Tour | Joueur         | Temps en secondes | Temps en secondes | Joueur           |
| ---- | -------------- | ----------------- | ----------------- | ---------------- |
| 1    | Bobby Ryan     | 30,914            | 14,105            | Ryan Getzlaf     |
| 2    | Nick Foligno   | 13,674            | 17,038            | Patrice Bergeron |
| 3    | Radim Vrbata   | 22,141            | 26,122            | John Tavares     |
| 4    | Patrick Kane   | 13,529            | 16,307            | Jonathan Toews   |

L'équipe Foligno gagne l'épreuve 4-1 ; l'équipe Foligno mène 10-1 après trois épreuves.

### Course à relais
| Tour                                                                             | Équipe Foligno | Temps en minutes | Temps en minutes | Équipe Toews |
| -------------------------------------------------------------------------------- | --- | ---------------- | ---------------- | --- |
| 1                                                                                | Groupe 1 Brent Burns (Passeur pour les tirs sur réception) Drew Doughty (Tir sur réception) Ryan Johansen (Tir sur réception) Steven Stamkos (Tir sur réception) Anže Kopitar (Passe de précision) Kevin Shattenkirk (Contrôle de la rondelle) Patrick Kane (Maniement du bâton) Carey Price (Gardien buteur)                  | 1:37,979         | 2:06,262         | Groupe 1 Ryan Getzlaf (Passeur pour les tirs sur réception) Shea Weber (Tir sur réception) Justin Faulk (Tir sur réception) Tyler Seguin (Tir sur réception) John Tavares (Passe de précision) Johnny Gaudreau (Contrôle de la rondelle) Mike Hoffman (Maniement du bâton) Jaroslav Halák (Gardien buteur)              |
| 2                                                                                | Groupe 2 Jiří Sekáč (Passeur pour les tirs sur réception) Zemgus Girgensons (Tir sur réception) Duncan Keith (Tir sur réception) Nick Foligno (Tir sur réception) Ryan Nugent-Hopkins (Passe de précision) Drew Doughty (Contrôle de la rondelle) Oliver Ekman Larsson (Maniement du bâton) Marc-André Fleury (Gardien buteur) | 2:19,793         | 1:38,789         | Groupe 2 Patrice Bergeron (Passeur pour les tirs sur réception) Mark Giordano (Tir sur réception) Ryan Suter (Tir sur réception) Jakub Voráček (Tir sur réception) Tyler Johnson (Passe de précision) Vladimir Tarassenko (Contrôle de la rondelle) Filip Forsberg (Maniement du bâton) Roberto Luongo (Gardien buteur) |
| Pointage de l'épreuve : 2-1 Équipe Foligno Pointage totale : 12-2 Équipe Foligno | |                  |                  | |

### Tir le plus puissant
| Tour                                                                             | Équipe Foligno       | Vitesse en km/h | Vitesse en km/h | Équipe Toews   |
| -------------------------------------------------------------------------------- | -------------------- | --------------- | --------------- | -------------- |
| 1                                                                                | Aleksandr Ovetchkine | 163,2           | 158,7           | Brent Seabrook |
| 2                                                                                | Brent Burns          | 157,1           | 153,4           | Aaron Ekblad   |
| 3                                                                                | Steven Stamkos       | 159,0           | 152,9           | Justin Faulk   |
| 4                                                                                | Dustin Byfuglien     | 156,6           | 174,6           | Shea Weber     |
| Pointage de l'épreuve : 3–2 Équipe Foligno Pointage totale : 15–4 Équipe Foligno |                      |                 |                 |                |

### Tir de fusillade par élimination
| Équipe Foligno                                                                   | Résultat    | Résultat     | Équipe Toews        |
| -------------------------------------------------------------------------------- | ----------- | ------------ | ------------------- |
| 1er tour                                                                         |             |              |                     |
| Aleksandr Ovetchkine                                                             | Arrêt, But  | Arrêt, Arrêt | Patrice Bergeron    |
| Kevin Shattenkirk                                                                | Arrêt, Raté | But, Arrêt   | Mike Hoffman        |
| Patrick Kane                                                                     | Arrêt       | But          | Tyler Seguin        |
| Dustin Byfuglien                                                                 | But         | But          | Aaron Ekblad        |
| Zemgus Girgensons                                                                | Arrêt       | But          | Shea Weber          |
| Nick Foligno                                                                     | Arrêt       | Arrêt        | Vladimir Tarassenko |
| Ryan Nugent-Hopkins                                                              | Arrêt       | Arrêt        | Ryan Suter          |
| 2e tour                                                                          |             |              |                     |
| Jonathan Drouin                                                                  | Arrêt, But  | Arrêt, Arrêt | Justin Faulk        |
| Oliver Ekman Larsson                                                             | But, But    | Arrêt, Arrêt | Johnny Gaudreau     |
| Brent Burns                                                                      | Arrêt, But  | Arrêt, Arrêt | John Tavares        |
| Jiří Sekáč                                                                       | Arrêt       | But          | Brent Seabrook      |
| Duncan Keith                                                                     | Arrêt       | Raté         | Patrik Eliáš        |
| Anže Kopitar                                                                     | Arrêt       | But          | Rick Nash           |
| Radim Vrbata                                                                     | Arrêt       | Arrêt        | Mark Giordano       |
| 3e tour                                                                          |             |              |                     |
| Bobby Ryan                                                                       | Arrêt, Raté | Arrêt, But   | Ryan Getzlaf        |
| Phil Kessel                                                                      | But, Arrêt  | But, Arrêt   | John Tavares        |
| Ryan Johansen                                                                    | Arrêt       | Arrêt, But   | Jonathan Toews      |
| Drew Doughty                                                                     | Arrêt       | But          | Filip Forsberg      |
| Steven Stamkos                                                                   | But         | But          | Tyler Seguin        |
| Claude Giroux                                                                    | Arrêt       | Arrêt        | Jakub Voráček       |
| Nick Foligno                                                                     | Arrêt       | Arrêt        | Rick Nash           |
| Pointage de l'épreuve : 15–10 Équipe Toews Pointage Final : 25–19 Équipe Foligno |             |              |                     |

## Match des étoiles
Ce Match des étoiles établi le record pour le plus grand nombre de buts comptés avec 29, dépassant l'ancienne marque établie en 2001 où un nombre de 26 buts avait été inscrit. Le joueur Jakub Voráček égalise pour sa part le record de Mario Lemieux établi en 1988 pour le plus grand nombre de points inscrit lors d'un Match des étoiles avec six.
| 25 janvier 2015 | Équipe Toews | 17-12 (4-4, 7-4, 6-4) | Équipe Foligno | Nationwide Arena 18 901 spectateurs |

| Feuille de match                                             | Feuille de match | Feuille de match | Feuille de match | Feuille de match                                                  |
| ------------------------------------------------------------ | --- | --- | --- | ----------------------------------------------------------------- |
|                                                              | R. Getzlaf (V. Tarassenko, J. Faulk) — 6 min 33 s J. Voráček (J. Toews, A. Ekblad) — 9 min 51 s P. Bergeron (T. Seguin, P. Eliáš) — 12 min 17 s J. Tavares (P. Bergeron, A. Ekblad) — 19 min 3 s R. Suter (V. Tarassenko, T. Seguin) — 20 min 24 s T. Seguin (R. Getzlaf, V. Tarassenko) — 21 min 22 s R. Nash (J. Toews, J. Voráček) — 24 min 8 s F. Forsberg (J. Gaudreau, P. Eliáš) — 25 min 56 s J. Tavares (P. Bergeron, J. Faulk) — 28 min 16 s J. Voráček (J. Toews, A. Ekblad) — 29 min 22 s J. Tavares (P. Bergeron) — 39 min R. Nash (M. Giordano, J. Voráček) — 41 min 29 s J. Tavares (P. Bergeron, B. Seabrook) — 46 min 13 s J. Voráček (J. Toews, A. Ekblad) — 47 min 30 s T. Seguin (V. Tarassenko, S. Weber) — 49 min 26 s J. Toews (R. Suter) — 54 min 21 s F. Forsberg (J. Gaudreau, J. Voráček) — 56 min 40 s | 0-1 1-1 2-1 2-2 3-2 3-3 3-4 4-4 5-4 5-5 6-5 6-6 7-6 8-6 9-6 10-6 10-7 10-8 11-8 12-8 12-9 13-9 14-9 14-10 15-10 15-11 16-11 17-11 17-12 | R. Vrbata (R. Nugent-Hopkins) — 3 min 9 s R. Johansen (N. Foligno, K. Shattenkirk) — 11 min 5 s K. Shattenkirk (R. Nugent-Hopkins, R. Vrbata) — 14 min 48 s R. Johansen (A. Ovetchkine, D. Byfuglien) — 16 min 24 s C. Giroux (P. Kane) — 23 min 32 s S. Stamkos (D. Keith) — 22 min 27 s N. Foligno (R. Johansen, A. Ovetchkine) — 31 min 59 s S. Stamkos (B. Ryan) — 36 min 35 s P. Kane (C. Giroux, D. Doughty) — 42 min 15 s B. Ryan (S. Stamkos, O. Ekman Larsson) — 48 min 23 s P. Kane (R. Suter) — 53 min 9 s B. Burns (A. Ovetchkine, R. Johansen) — 58 min 20 s | Arbitrage : Eric Furlatt et Tim Peel Brad Kovachik et Derek Amell |
| Luongo (20 min 0 s) Crawford (20 min 0 s) Halák (20 min 0 s) | Gardiens | (20 min 0 s) Price (20 min 0 s) Fleury (20 min 0 s) Elliott                                                                             | | Arbitrage : Eric Furlatt et Tim Peel Brad Kovachik et Derek Amell |
| 0 min                                                        | Pénalités | 0 min | | Arbitrage : Eric Furlatt et Tim Peel Brad Kovachik et Derek Amell |
| 47                                                           | Tirs | 45 | | Arbitrage : Eric Furlatt et Tim Peel Brad Kovachik et Derek Amell |